# 윌루사
윌루사 (Wilusa)는 후기 청동기 시대의 서부 아나톨리아의 아수와동맹의 도시였다.
그것은 기원전 13세기의 히타이트어로 된 6개의 문헌에 기록되어 알려져 있다.
- 마나파-타룬다 편지 (ca. 1310-1280 BC), 그곳은 세하 강 너머에 있다.

- 알락산두 조약 (ca. 1280 BC), 윌루사의 알락산두와 하티의 무와탈리 2세간의 조약이다.

- 타와갈라와 편지 (ca. 1250 BC), 하투실리 3세에게서 아히야와의 왕에게 보내어진 편지. 윌루사에 대한 군사적인 불화를 언급했다.

- 밀라와타 편지 (기원전 13세기 후반)는 하티의 투드할리야 4세에 의해 쓰인 것으로 믿어진다. 왈무를 윌루사의 왕으로 다시 세우는 것을 논의한다.

윌루사는 기원전 1190년에 파괴된 트로이 VII, 전설적인 고대 그리스 서사시의 트로이아로 고고학에서 인지된다.